# Истиклолият (джамоат Раджаба Исмоилова)
Истиклолият — село в сельской общине имени Раджаба Исмоилова Вахдатского района Республики Таджикистан. Расстояние от Истиклалият до центра города составляет 4 км. Население 406 человек (2017 г.), таджики.
Основные отрасли сельского хозяйства: хлопководство, животноводство и овощеводство. Земли орошаются из реке Кафирниган.